# De straatridder
De straatridder is het zesendertigste stripverhaal uit de reeks van Suske en Wiske. Het is geschreven door Willy Vandersteen en gepubliceerd in De Standaard en Het Nieuwsblad van 2 juli 1955 tot en met 14 november 1955. Het is grotendeels een toespeling op de beroemde roman Don Quichot uit 1605 van de Spaanse schrijver Miguel de Cervantes.
De eerste albumuitgave was op 21 december 1955, destijds in de Vlaamse ongekleurde reeks met nummer 25. In 1968 verscheen het verhaal met wat aanpassingen (waarbij o.a. Jerom werd hertekend) in de Vierkleurenreeks, met albumnummer 83. In 1996 is het oorspronkelijke verhaal opnieuw uitgegeven in Suske en Wiske Klassiek.

## Locaties
- België, dierentuin, de Peel, bank, veemarkt, boerderij, havenwijk, loods 210 met stapels hout, huis van tante Sidonia, huis van Lambik, huis van Barend, huis van Ach. Terpoort, nieuw huis van Barend.

## Personages
- Suske, Wiske met Schanulleke, tante Sidonia, Lambik, Jerom, agenten, commissaris, Flappie (speurhond), Rosinante (paard), pers, Ghalgif, Barend, meneer Ach. Terpoort, boeren, veehandelaren, Marie en andere vrouw, jongetje en zijn ouders.

## Het verhaal
Als Tante Sidonia en Lambik vernemen dat Suske en Wiske ’s nachts vies over straat zwerven, besluit tante Sidonia de kinderen te schaduwen. Ze komt erachter dat Suske en Wiske heimelijk het huisje van een arme man genaamd Barend bezig zijn op te knappen. Als Barend de huur niet kan opbrengen, zal zijn huurbaas – een onbekende man die nooit uit zijn auto komt – zijn viool in beslag nemen, Barends enige bezit. Suske, Wiske en tante Sidonia besluiten uit barmhartigheid een geheel nieuw huis voor Barend te bouwen.
Lambik en Jerom helpen met de werkzaamheden, maar gedragen zich tegelijk vreemd. Lambik noemt tante Sidonia zelfs Dulsinea. Meer vreemde gebeurtenissen volgen: dieren worden uit de dierentuin vrijgelaten en er zit plotseling een nijlpaard in het bad van tante Sidonia en een olifant in de woonkamer. Ook het huis van Lambik zit vol met dieren. Wiske vindt harnassen op zolder, maar Suske en Sidonia geloven haar niet. De volgende dag blijken de fundamenten van Barends nieuwe huis al klaar te zijn door een helpende hand van de “straatridder”. Tante Sidonia gaat op onderzoek en komt bij de woonwagen van Lambik en Jerom terecht. Het blijkt dat Lambik nu "de straatridder" is en Jerom tot schildknaap heeft benoemd. Lambik heeft namelijk het beroemde boek Don Quichot gelezen. Hij wil nu als volgende goede daad de kippen van boer Klaas bevrijden, hetgeen tante Sidonia nog net kan voorkomen. Lambik en Jerom moeten voor de boze boeren vluchten. Barend krijgt een voordeur cadeau, die echter gestolen blijkt te zijn bij de advocaat Ach. Terpoort. Als Terpoort het verhaal van tante Sidonia hoort, besluit hij de deur cadeau te geven. 
In de krant lezen de vrienden dat de boeren in de Peel bedreigd worden door de straatridder. Ze vermommen zich en vinden Lambik en Jerom, maar de twee kunnen ontkomen. De politie omsingelt het gebied en veldpost 7 ziet de verdachten, maar ze verdwijnen spoorloos. ’s Nachts ontploft het nieuwe huis van Barend. Er ligt ook een briefje: "De wraak van de straatridder!" De vrienden vinden Barend half bewusteloos bij de ravage: hij zegt dat hij is aangevallen en de dader herkend heeft, maar valt dan in zwijm. Barend wordt naar het huis van tante Sidonia gebracht. Als hij weer bijkomt, zegt hij opeens van niks te weten. Suske vindt een paspoort in Barends vioolkoffer. Als de vrienden weer naar Barend gaan, blijkt hij te zijn verdwenen. Hij heeft een afscheidsbriefje achtergelaten waarin hij hen allen bedankt voor de hulp. Tante Sidonia is woedend op Lambik en Jerom, die ze als de daders achter de aanslag op Barends huis ziet. Ze besluit het tweetal nu aan te geven bij de politie.
Lambik en Jerom willen intussen de veemarkt zuiveren van de veehandelaren. De boeren laten een stier los, maar Jerom kan het dier verslaan. Als de politie arriveert, struikelt Lambiks paard Rosinante over een varken. Jerom kan met hen ontkomen naar het bos. Lambik is gewond aan zijn hoofd en Jerom belt tante Sidonia; zij lokt de mannen met lieve woorden naar haar huis. Wiske wil de politie laten komen, maar dan blijkt de telefoonlijn doorgesneden te zijn. Wiske gaat nu naar het huis van Terpoort om daar te kunnen bellen. Terpoort vindt even later Wiske in een zak, ze ziet nog net iemand wegrennen die haar er waarschijnlijk in heeft gestopt. De twee gaan samen naar tante Sidonia en vertellen wat er is gebeurd. Tante Sidonia vertelt op haar beurt over de aanslag op de veemarkt. De advocaat maant iedereen de politie toch nog even niet te waarschuwen. Lambik krijgt door een geheimzinnige een boek op zijn hoofd gegooid, waardoor hij weer normaal wordt. Hij vertelt vervolgens dat hij en Jerom helemaal geen aanslagen op het huis hebben gepleegd. Ook vraagt Lambik zich nu af of de advocaat, dan wel Barend zelf er soms achter zitten. Even later belt Terpoort; hij vertelt dat hij net in bed lag toen iemand een handgranaat door het raam naar binnen gooide. Terpoort heeft sterk het vermoeden dat Barend de dader is. Suske maakt foto’s van de ravage.
De advocaat vraagt Lambik en Jerom nogmaals als straatridder op te treden. Tante Sidonia krijgt een telefoontje van een onbekende persoon, die uitdrukkelijk ontraadt om op Terpoorts verzoek in te gaan. In de krant staat de volgende dag dat er tien miljoen bij de bank is geroofd. De advocaat zegt dat hij zich in Lambik en Jerom heeft vergist. 
Suske en Wiske zien even later in de havenwijk een jongetje met Schanulleke spelen en horen van zijn vader dat het popje is gevonden bij loods 210. Ze zien de paarden van Lambik en Jerom bij stapels hout en Wiske waarschuwt de politie. Suske wordt door Lambik en Jerom gezien en gevangengenomen. Lambik ontkent nogmaals ten stelligste dat hij en Jerom achter de bomaanslagen en diefstallen zitten. Intussen omsingelt de politie de stapels hout en opent het vuur. Tante Sidonia hoort toevallig van dames dat in de nacht van de bankoverval hun straat is schoongemaakt door mannen op paarden, waarna ze beseft dat Lambik en Jerom niet de daders kunnen zijn. Dan ontploft er een bom bij de houtstapels. Degene die daarvoor verantwoordelijk is kan Lambik en Jerom met een hijskraan bevrijden uit hun benarde situatie.
De vrienden vinden Terpoort even later in een buis naast de houtstapels. Terpoort legt uit dat hij de hijskraan heeft bestuurd. Hij gaat met hen mee naar huis en verdenkt nog altijd Barend. De advocaat brengt Suske en Wiske hierna naar het oude huis van Barend. Suske en Wiske vinden hier de vioolkoffer vol geld, het lijkt er dus op dat Barend toch de dader is van de bankoverval. Precies op dat moment komt Barend zelf thuis en betrapt hen.
Als de kinderen lang wegblijven gaan Sidonia, Lambik, Jerom en Terpoort op zoek. Terpoort brengt hen naar het huis van Barend, waar op dat moment een explosie is. De vrienden vinden Schanulleke tussen het puin en zijn wanhopig. Terpoort vertelt hun dat Suske en Wiske misschien toch nog in leven zijn, omdat hij de huisbaas nu verdenkt in plaats van Barend. Terpoort gaat weg, terwijl hij iedereen maant geen politie te waarschuwen. Weer thuis bekijkt Sidonia even later oude foto’s en dan beseft ze dat Terpoort over alles heeft gelogen; de advocaat vertelde dat hij net in bed lag toen de aanslag op zijn eigen huis werd gepleegd, maar hij staat in gewone kleding op de foto. Terpoort pleegde een bomaanslag op zijn eigen huis, zodat hij zelf niet meer als verdachte van de andere bomaanslagen zou worden aangemerkt. Lambik en Jerom kon hij hiervan niet de schuld geven, aangezien die op dat moment bij Sidonia waren.
Sidonia, Lambik en Jerom vinden de kinderen in de steenkolenkelder van Terpoort. Barend vertelt nu het hele verhaal: dat hij Terpoort betrapte en herkende tijdens de aanslag op zijn eigen huis. Hij ontdekte tevens dat Terpoort in werkelijkheid geen advocaat is, maar een illegale vreemdeling. Hij was bovendien de geheimzinnige "huisbaas" van Barend en gebruikte de streken van de straatridder voor zijn eigen doelen: eerst om in naam van de straatridder het nieuwe huis van Barend op te blazen zodat hij kon doorgaan met Barend te chanteren, later voor de bankoverval. Barend werd gevangengenomen door Terpoort, maar kon ontsnappen. Hij was degene die de telefoonkabels doorsneed en Wiske in de zak stopte, om haar te beschermen. Toen Terpoort Lambik en Jerom weer als straatridder op pad liet gaan zodat hij hun weer iets in de schoenen kon schuiven had hij eerst Barend opnieuw gevangengenomen, toen die naar het huis van tante Sidonia belde om te waarschuwen. Barend kon weer ontsnappen en ontdekte in zijn huis dat het geld van de bankoverval door Terpoort in zijn vioolkoffer verstopt was. Suske en Wiske hadden de koffer net daarvoor gevonden en werden samen met Barend gevangengenomen door Terpoort. Een agent stelt hierna iedereen gerust door te melden dat ze Terpoort ook allang doorhadden; hij is intussen bij de grens gearresteerd. 
De vrienden werken het nieuwe huis van Barend nu eindelijk af en hij woont daar nog vele jaren.

## Achtergronden bij het verhaal
- Terwijl Lambik in dit verhaal de rol van Don Quichot heeft, speelt Jerom  Sancho Panza.
- Ach. Terpoort is een woordspeling op "achterpoort".
- De oorspronkelijke versie van het verhaal bevatte een verwijzing naar Meeuwen sterven in de haven, een Vlaamse film uit 1955. Omdat dit voor Nederlanders te onbegrijpelijk was en ook te snel gedateerd zou raken voor latere generaties kinderen, is deze tekst in latere herdrukken verdwenen.